# Statuta et capitula florentissimae civitatis Litii
Il codice di Maria d'Enghien è la trascrizione del Codice originale pergamenaceo manoscritto conservato presso l'Archivio di Stato di Lecce conosciuto come Statuti di Maria d'Enghien del 1445.
Il titolo originale è Statuta et capitula florentissimae civitatis Litii. Si tratta di una raccolta di norme e regolamenti amministrative/fiscali fatta nel 1473 per commissione di Antonello Drimi (amministratore di Lecce) che, risalenti ai tempi della contessa Maria d'Enghien e di suo figlio Giovanni Antonio del Balzo Orsini, erano ancora osservate sotto Ferdinando I d’Aragona e fatte valere fino all'inizio del Cinquecento. È stato pubblicato dalla Congedo Editore Galatina nel 1997.

## Storia del codice
Essendo stato trascritto su pergamena nel 1473 (20 fogli piegati per totali 40 carte fronte/retro cioè 80 pagine) fu restaurato nella rilegatura nel 1971 dai monaci benedettini in Noci. Le 40 carte, numerate e di dimensioni mm 270x170, furono per la prima volta microfotoriprodotte nel 1958. Il codice, conservato da Antonello Drimi (sindaco di Lecce nel 1507) fu tramandato tramite i suoi successori nell'archivio cittadino ed è citato dal notaio ufficiale (cancellarius) nel 1586 per una copia autentica fatta in occasione di una vertenza tra alcuni mercanti e l'università di Lecce.
Ai primi del secolo XVII era probabilmente nella biblioteca dei Celestini di Santa Croce in Lecce da dove passò nel 1809 in mani private e laiche così che nel 1873 Costantino Panarese lo offrì alla provinciale Commissione conservatrice dei monumenti storici e di belle arti in Terra d'Otranto. Questa, in base alla relazione dei commissari Francesco Casotti e Cosimo De Giorgi, ne decise l'acquisto. Il codice rimase presso il Museo provinciale di Lecce dal 1873 al 1927, anno in cui Pietro Romanelli riordinò il Museo e destinò il manoscritto all'Archivio provinciale ed ora Archivio di Stato di Lecce.
Nel 1874 Francesco Casotti ne pubblicò una fedele trascrizione negli Opuscoli di archeologia con un breve commento sull'importanza del manoscritto.

## Contenuto
- 1)  Statuti di Maria d'Enghien per la città di Lecce, del 4 luglio 1445. Riguardano i doveri del sindaco.(carte 1-2)

Statuta et capitula florentissimae civitatis litii ordinata et imposita per jnclitam Maiestatem Mariae de enghenio ungariae jerusalem et siciliae reginae litiique comitissae foeliciter incipiunt.
- 2)  Dazi imposti dalla stessa Maria d'Enghien alla città nel 1420 (carte 3-13).

Datia imposita et ordinata in civitate litii sub anno domini millesimo quadrigentesimo vicesimo.
- 3) Divisione delle mura (senza anno - carta 14)

Divisio murorum est hec
- 4) Bando della regina Maria e di Berardo Paladini suo vicario (1427 o 1436)

Bando et comandamento da parte de Madamma la Reyna Maria qual dio salva e mantenga,
- 5) Bando della regina Maria e di Giovanni di Effrem da Bari suo capitano, del 1444 (carta 14)
- 6)  Matricola dell'apprezzo della città di Lecce anteriore al 1406 (anno della morte di Raimondello Orsini del Balzo)(carte 15-17)

Matricula Appretii civitatis litii facta tempore recolende memorie domini Raimundi principis Tarenti et litii comitis
- 7-9)  Altri dazi imposti dal 1421 al 1446 (carte 17-19)
- 10) dodici bandi dal giugno 1445 ad agosto 1446 (carte 20-29).

Bando et comandamento da parte del Spectabile homo Martuzo carazulo de leze Reginale capitaneo de la cita et suo districto: per che al presente li lupi sono multiplicati.....li suctoscripti casali de leze:
- - Casale trepuze (Trepuzzi)
  - Casale de sancto pietro Vernotico (San Pietro Vernotico)
  - Turchiarulo (Torchiarolo)
  - Casale campie (Campi Salentina)
  - Sancta maria de nove (Novoli)
  - Casale carmiano et malliano (Carmiano)
  - Casale acquarica (Acquarica di Lecce)
  - Casale de pisignano
  - Casale de arnesano (Arnesano)
  - Casale de munturoni (Monteroni di Lecce)
  - Casale lequile (Lequile)
  - Casale de sancto cesario (San Cesario di Lecce)
  - Casale de sancto donato (San Donato di Lecce)
  - Casale de galugniano (Galugnano)
  - Casale de vernule (Vernole)
  - Casale bance (Vanze)
  - Casale de malandugno (Melendugno)
  - Casale de creparica (Caprarica di Lecce)
  - Casale castrì (Castri di Lecce)
  - Casale de caballino (Cavallino)
  - Casale de lizanello (Lizzanello)
  - Casale de merine (Merine)
  - Casale de struta (Strudà)
  - Casale de segine (Acaya)
  - Casale de martigniano (Martignano)

- 11)  Istrumento del 1406 che è copia di due documenti del 1372 di Giovanni d'Enghien conte di Lecce (Iohannes de enghenio comes litij) relativi alla manutenzione del fossato e delle mura della città di Lecce a cura e spese dei casali costituenti la Contea di Lecce (carte 30-34):

Copia transumpti infrascripti instrumenti fossatorum et murorum civitatis Litij.

Anno Millesimo quadrigentesimo sexto regnante Serenissimo domino nostro Ladislao dei gratia ungariae, jerusalem, siciliae, dalmacie, croacie, rame, servie, galiciae, lodomerie, vulgarieque rege province: dominantibus litij illustribus dominis coniugibus domino Raymundo de baucio de ursinis: et domina Maria de enghenio comitissa litij principibus tarenti, et comitibus soleti: dominij vero dicti domini Raimundi anno vicesimo: dictaeque dominae Mariae anno vigesimo primo:.....

Nomina casalium ipsorum, locorum, et territoriorum, feudariorum et quantitatis pecuniae in qua taxantur sunt haec:
- - Castrum corilianj Uncias quatordecim  (Corigliano d'Otranto)
  - Casale arnesani Uncias quinque ed mediam (Arnesano)
  - Casale acquarice Uncias duas tarenos vigintisex et grana quinque (Acquarica di Lecce)
  - Casale apilliani Uncias duas, tarenos tres, grana quindecim
  - Casale carmiani Uncias quator, tarenos septem, grana decem (Carmiano)
  - Casale strute Uncias duas, tarenos xxvi, grana v (Strudà)
  - Casale caprarice Uncias undecim, tarenos septem et grana decem (Caprarica di Lecce)
  - Casale campie Uncias quindecim, tarenos sex. (Campi Salentina)
  - Casale piscopii Uncias duas, tarenos octo, grana quinque;
  - Iohannes carazulus Unciam unam, tarenos septem et medium.
  - Casale tramacere Uncias tres, tarenos tres et grana quinque.
  - Casale nohe Uncias novem, tarenos vigintiocto et grana quinque. (Noha)
  - Casale lizanelli Uncias quinque, tarenos tredicim, et grana decemseptem et medium. (Lizzanello)
  - Casale Malliani et novulis Uncias quator, tarenos quindecim. (Novoli)
  - Casale sancti donati Uncias tredecim et tarenos quindecim. (San Donato)
  - Casale turchiaruli Uncias duas, tarenos viginti quatuor et medium. (Torchiarolo)
  - Casale montoroni et lequile Uncias vigintitres tarenos vigintiduos et grana decem. (Monteroni) (Lequile)
  - Casale caballini Uncias quinque tarenos quindecim. (Cavallino)
  - Roberto de carovineis Uncias quinque (Carovigno)
  - Stephanus de cerceto, Domina thomasia russella, Robertus de cesania, Guizardus de sancto georgio, Pyrrhus de castromediano, Herricus debononia Uncias octo tarenos viginti duos et medium.
  - Comes altimonti Uncias undecim.

- 12)  Matricola dell'apprezzo della città di Lecce nel 1450 sotto Giovanni Antonio Orsini del Balzo principe di Taranto e conte di Lecce (figlio di Maria d'Enghien e Raimondello Orsini del Balzo) (carte 35-36).

Matricula appretii civitatis litii facta pro satisfatione salis tempore recolendae memoriae Illustris et jncliti domini domini Iohannisantonii de ursinis principis Taranti comitis litii et cetera, qui serenissimus princeps ex gratia speciali mandavit et voluit: quod homines pro eorum personis non taxentur sub anno domini MCCCL (1450).
- Finis. Laus Deo

Capitula, et statuta florentissimae civitatis litii deo favente finiunt faeliciter Transcripta quidem tempore Magnifici Viri Petri de fossa Sindici Universitatis predictae: et nobilium auditorum Robertj cafarj et Raimundi gallipolini: sub anno domini MCCCCLXXIII (1473). Antonellus drimi escripsit.
- 13) Di altra mano e inchiostro: Capitolo per le vettovaglie in Lecce (carte 37-39)

Capituli, ordinacioni et statuti sopra la venditione de la carne et pesse et altre cause de mangiare facti in la citta de Lecce, secondo la antiqua consuetudine de epsa università.
- 14) Ancora di altra mano: Elenco città e luoghi trattati come cittadini di Lecce (carta 40)

Cita terre et lochi che sono trattate come li Cittatinj de la Città di lecce al datio di le porte di quella:
- - Gallipoli
  - Noy
  - Castrignano
  - Calimera
  - Melendugnio
  - Burgagnie
  - Craparica
  - Castri
  - Galugniano
  - Struta
  - Lavetrana
  - Rocha
  - Curse
  - Hotranto
  - Curse
  - Brindisi
  - Taranto
  - La torre de Santa Susanna
  - Le Castelle
  - La Cava
  - Catanzaro
  - Castellaneta
  - Tropia
  - Misciagne
  - Carpignano
  - Crotone
  - salve
  - Maruggio
  - Martignano
  - trecase
  - Lipari
  - Vanze

## Edizioni
- Antonello Drimi, Il codice di Maria d’Enghien, traduzione di Michela Pastore, collana Biblioteca di Cultura Pugliese, Congedo Editore Galatina, 1997,  p. 173.